# Dartchery op de Paralympische Zomerspelen 1960
De Ie Paralympische Spelen werden in 1960 gehouden in Rome, Italië en werden samen met de Olympische Zomerspelen in Rome gehouden.
Dartchery was een van de acht sporten die beoefend werden tijdens deze paralympics. Er stond bij het dartchery maar één evenement op het programma, het gemengd paren.

## Gemengd

### Paren
| Klasse | land | Goud                 | land | Zilver           | land | Brons              |
| ------ | ---- | -------------------- | ---- | ---------------- | ---- | ------------------ |
| open   | USA  | Jack Whitman Broeren | USA  | J. Mathis Tigyer | FRA  | Trouverie Bernabei |

Atletiek · Basketbal · Boogschieten · Dartchery · Schermen · Snooker · Tafeltennis · Zwemmen
Rome 1960 ·
Tokio 1964 ·
Tel Aviv 1968 ·
Heidelberg 1972 ·
Toronto 1976 ·
Arnhem 1980